# Митрополит карловачки Исаија
Исаија (световно Јован Антоновић; Будим, 1696 — Беч, 22. јануар 1749) је био српски православни митрополит карловачки од 1748. до 1749. године.

## Биографија
Рођен је у Будиму 1696. године од оца Антонија и мајке Сузане. На крштењу је добио име Јован. Био је свештеник у Будиму, а када је обудавио (остао удовац) замонашио се у манастиру Ковину, на Чепелском острву, и добио име Исаија. Митрополит Мојсије Петровић послао га је као свог заменика у Вараждински генералат, да обави канонску визитацију. Међутим, власти га нису примиле, јер је тобоже био у вези са попом Николом, који је граничаре позивао на револт. Ишао је између 1726-1730. године са Јосифом Станојевићем по налогу митрополитовом у Србију, са циљем да утврђују верност српског народа према аустријском цару.
Као архимандрит манастира Ковина изабран је 1731. године за епископа арадског, а потврђен је 15. децембра 1731. године. Након смрти епископа Јефтимија Дамњановића, Антоновић је затражио и тај трон 1740. године. Именован је мимо знања митрополита и епископског синода, и потврђен 1741. године за епископа вршачког, због чега је дошло до великог немира у народу. На црквено-народном сабору у Сремским Карловцима 1744. године, одобрено му је да на обе "столице" седи. Том приликом је одлучено, да после његове смрти Епархија вршачка остане засебна; добије свога епархијског епископа. Био је вршачки владика у периоду 1741-1748. године.
За митрополита карловачког изабран је на црквено-народном сабору у Сремским Карловцима 27. августа 1748. године. на предлог Илирске дворске депутације је и потврђен од владара 11. новембра 1748. године. Стицајем околности морао је да положи заклетву у којој је био испуштен онај део које истиче зависност Карловачке митрополије од Пећке патријаршије. Пар дана након што је изабран за митрополита (31. августа 1748), упутио је један апел народу. Тражио је да се дају добровољни прилози ради оснивања фонда за издржавање виших школа. Недуго потом Свети архијерејски синод је 2. септембра 1748. донео је одлуку да се Осечко поље уступи пакрачко-славонској епископу Софронију Јовановићу. Међутим, десет година касније, 1758, Осечко поље је поново враћено митрополији карловачкој.
Митрополит Исаија није се дуго задржао на месту митрополита карловачког. Један запис да је држао архиепископску катедру 4. месеца и 28 дана. Умро је у Бечу у 53. години живота, 22. јануара 1749. године.
Сахрањен је 6. фебруара у Саборној цркви Светог Димитрија у Будиму. Ова црква је после Другог светског рата срушена.